# Visnes
Visnes este o localitate din comuna Karmøy, provincia Rogaland, Norvegia, cu o suprafață de 0,56 km² și o populație de 570 locuitori (2013).